# Ana Brandão
Ana Maria Brandão Teixeira (Lisboa, 9 de fevereiro de 1971), mais conhecida por Ana Brandão, é uma actriz portuguesa.
Trabalhou no cinema em diversos filmes de João César Monteiro, Raquel Freire, Luís Fonseca, entre outros. Na televisão desempenhou papéis nas séries e novelas como Mes Enfants Étrangers, "Três Noites Sem Dormir", "Mais Tarde", "Maiores de Vinte", Fúria de Viver", "O Jogo" e na novela "Vingança" no papel da psicóloga Telma Fraga.
No teatro representou o papel de "Nora", na peça "Boneca" no Teatro Dona Maria II e papéis de destaque em diversas peças do Teatro o Bando. Trabalhou também com A Barraca, O Útero, Nuno Cardoso e Cláudio Ochman.
Como cantora, colaborou com o contrabaixista Carlos Bica, de que resultou o CD  editado Diz, tendo feito concertos em Lisboa, Porto, Berlim, Munique, Viena, Sarajevo, Dachau, Dusseldorf, Hamburgo, Frankfurt, Zurique. Actualmente colabora com o pianista João Paulo Esteves da Silva e com João Paulo Feliciano e o Real Combo Lisbonense.

## Filmografia
- Bem-Vindos a Beirais (2015), Hóspede
- Tales from the Circus (2015), Kyra - curta-metragem
- A Vida Queima (2013)
- Assim Assim (2012), Rita
- Paixão (2012), Maria Salomé
- Do Céu E Da Terra (2012), Voz - curta-metragem
- A Família Mata (2011), Teresa - série
- Verão Invencível (2011), Mãe - curta-metragem
- Morangos Com Açúcar (2009-2010), Alzira Macedo - série
- Conta-me Como Foi (2010), Dália - série
- Bandidas (2010), Mancha - curta-metragem
- A Rua (2009), Ana - curta-metragem
- Veneno Cura (2008), Cantora de Ópera
- Corte (2007) - curta-metragem
- Vingança (2007), Telma Fraga - telenovela
- Jura (2006), Inês Freitas  - telenovela
- Domingo (2006) - curta-metragem
- Ao Fundo do Túnel (2006) - curta-metragem
- Lastro (2005), Andreia - curta-metragem
- Selo ou Não Sê-lo (2005), Voz - curta-metragem
- Inspector Max, Marta Barreto - série
- O Jogo (2004-2006), Pilar - telenovela
- Vai e Vem (2003), Eva Sigar
- Venus Velvet (2002), Catarina
- Os Dias Antes (2002) - curta-metragem
- Fúria de Viver (2002), Luisa Antunes - telenovela
- Maiores de 20 (2001), Rita - série
- Mais Tarde (2001), Amália - telefilme
- Branca de Neve (2000), A Rainha
- Rasganço (2000), Inês
- Três Noites Sem Dormir (1999) - telefilme
- Chuva (1999), Mulher - curta-metragem
- O Que Foi? (1999) - curta-metragem
- Mes Enfants Étrangers (1998), Lurdes - telefilme
- Elles (1997), Bailarina
- Do Outro Lado do Tejo (1996), Amiga - curta-metragem
- Corte de Cabelo (1995), Criada

## Teatro
Entre outras:
Com Os Primeiros Sintomas:
- “Frankenstein”;
- “O Homem da Picareta”;
- “Conto de Nata”;
- “O Morto e a Máquina”;
- “A Repartição”;
- “Menina Júlia”;
- “A Boda”;
- “As Bodas de Fígaro”.

Com O Novo Grupo - Teatro Aberto: 
- “O bobo e a sua mulher esta noite na Pancomédia”;
- “A ópera de três vinténs”.

Com Teatro o Bando:
- "A balada de Garuma", de João Brites;
- "Visões", de Raul Atalaia;
- “Gente Singular”;
- “Ensaio sobre a cegueira”;
- “Saga”;
- Os Palhaços”;
- “Trilhos”;
- “Afonso Henriques”;
- “A Nau de Quixibá”;
- “Os Bichos”.